# Uegitglanis zammaranoi
Uegitglanis zammaranoi es una especie de pez actinopeterigio de agua dulce, la única del género monotípico Uegitglanis de la familia de los claridos.

## Morfología
De cuerpo sin pigmentos y sin ojos externamente visibles, con una longitud máxima descrita de 10,1 cm.

## Distribución y hábitat
Se distribuye como endemismo en el interior de cuevas de unas pocas localidades al sur de Somalia (África), en las cuencas fluviales del río Uegit y del río Shebelle. Son peces de agua dulce tropical, de hábitat tipo demersal, la especie tipo se recogió en un estanque asociado con un manantial, pero la especie se considera generalmente de aguas subterráneas.
Cualquier cambio en la calidad de su hábitat podría tener un efecto dramático sobre la población y, por lo tanto, se considera «vulnerable».